# Ranunculus pseudolobatus
Ranunculus pseudolobatus L. Liou – gatunek rośliny z rodziny jaskrowatych (Ranunculaceae Juss.). Występuje endemicznie w Chinach, w północno-zachodniej części Syczuanu.

## Morfologia
PokrójBylina o mniej lub bardziej owłosionych pędach. Dorasta do 8–15 cm wysokości.
LiścieSą potrójnie klapowane. W zarysie mają kształt od prawie okrągłego do okrągło owalnego. Mierzą 1–1,5 cm długości oraz 1–1,5 cm szerokości. Są skórzaste. Nasada liścia ma zaokrąglony lub klinowy kształt.
KwiatySą pojedyncze. Pojawiają się na szczytach pędów. Mają żółtą barwę. Dorastają do 14–18 mm średnicy. Mają 5 eliptycznych działek kielicha, które dorastają do 4–5 mm długości. Mają 5 lub 6 odwrotnie owalnych płatków o długości 7–9 mm.
OwoceNagie niełupki o odwrotnie jajowatym kształcie i długości 2 mm. Tworzą owoc zbiorowy – wieloniełupkę o kulistym kształcie i dorastającą do 6 mm długości.

## Biologia i ekologia
Rośnie na trawiastych zboczach. Występuje na obszarze górskim na wysokości do 4800 m n.p.m. Kwitnie w czerwcu.